# Немачки конзервативци
Немачки конзервативци (нем. Die Deutschen Konservativen)  је немачка конзервативна антикомунистичка организација, која се развила из конзервативне кампање подршке Францу Јозефу Штраусу на савезним изборима 1980. године. Формално основана око 1986. године, њен председник је био бивши берлински сенатор за унутрашње послове Хајнрих Лумер, а председавајући је био познати новинар и касније летонски посланик Јоаким Сигерист. Организација је 1987. кажњена због „увреде” бившег канцелара Вилија Бранта, у њиховој осуди онога што су видели као његову политику помирења са комунизмом.
Једног викенда од 12. до 13. августа 1989. године, Немачки конзервативци су одржали велики антикомунистички митинг у Мелну, близу Либека, са поворком чамаца са бакљама низ локални канал, од којих је свака носила заставе „изгубљених провинција“ (Шлеска, Источна Пруска, Гдањск, Судети, Померанија, итд) у језеру за пријем у коме су се налазили достојанственици из целе Европе, укључујући делегацију Западног института за циљеве Уједињеног Краљевства, која је држала запаљиве антикомунистичке говоре. Они су емитовани преко звучника високог нивоа преко оближње границе Исток-Запад у неколико градова који се налазе одмах преко границе. Око 20.000 људи окупило се на демонстрацијама, које су завршене огромним маршом у поноћ, предвођеним заставама 'изгубљених провинција' до древног центра града, где је завршни говор одржао Хајнрих Лумер.
Удружење је издавало редовне билтене и одржавало годишњу конференцију.